# Metaetika

Metaetika je grana etike koja nastoji razjasniti prirodu, opseg i značenje moralnoga prosuđivanja. Ona je jedna od tri grane etike koju uglavnom proučavaju filozofi. Ostale dvije grane su: normativna i primijenjena etika.
Dok se normativna etika bavi pitanjima kao što je „Što bi trebalo raditi?”, ocijenjujući specifične prakse i principe djelovanja, metaetika se bavi pitanjima poput „Što je dobrota?” i „Kako se može razlikovati ono što je dobro od onoga što je loše?”, nastojeći razjasniti pretpostavke koje stoje u osnovi normativnih teorija. Normativna etika uključuje pitanja prvog reda ili suštinska pitanja, dok metaetika uključuje pitanja drugog reda ili formalna pitanja.
Neki teoretičari tvrde, da je metafizički prikaz moralnosti potreban za pravilno vrednovanje stvarnih moralnih teorija i za donošenje praktičnih moralnih odluka; drugi rezoniraju sa suprotnog gledišta i sugeriraju da nas proučavanje moralnih sudova o pravilnim postupcima može voditi prema istinskom tumačenju prirode moralnosti.
Prema Richardu Garneru i Bernardu Rosenu, postoje tri vrste metaetičkih problema ili tri opća pitanja:
Kakvo je značenje moralnih pojmova ili rasuđivanja? (moralna semantika)
Kakva je priroda moralnoga rasuđivanja? (moralna ontologija)
Kako se moralna rasuđivanja mogu podržati ili braniti? (moralna epistemologija)
Pitanje prvog tipa može biti: „Što znače riječi 'dobro', 'loše', 'ispravno' i 'pogrešno'?” (teorija vrijednosti). Druga kategorija uključuje pitanja, da li su moralne presude univerzalne ili relativne, jedne vrste ili više vrsta itd. Pitanja treće vrste su npr., kako možemo znati da li je nešto ispravno ili pogrešno, ako uopće postoji. Garner i Rosen kažu da odgovori na tri osnovna pitanja „nisu povezani, a ponekad će odgovor na jedno snažno sugerirati, ili možda čak podrazumijevati, odgovor na drugo.”
Metaetička teorija, za razliku od normativne etičke teorije, ne pokušava procijeniti određene izbore kao bolje, gore, dobro, loše ili zlo; iako to može imati duboke implikacije u pogledu valjanosti i značenja normativnih etičkih tvrdnji. Odgovor na bilo koje od tri gore navedena pitanja sam po sebi ne bi bio normativna etička izjava.